# Schloss Wusterwitz
Das Herrenhaus Wusterwitz ist ein Schlossbau in Ostrowiec (Wusterwitz), einem Dorf in der Gemeinde Malechowo im Powiat Sławieński (Landkreis Stolp) im historischen Hinterpommern.

## Geschichte
Die Ursprünge des Dorfes gehen auf das 14. Jahrhundert zurück. Am Ort bestand eine frühere wendische Burg. Das Dorf wurde 1345 erstmals erwähnt, im 15. Jahrhundert war es im Besitz der Familie von Ramel, die über lange Zeit mit Wusterwitz belehnt wurde. Mitte des 17. Jahrhunderts war es im Besitz der Familie von Below, später, ab 1665 war Adam von Podewils auf Krangen Besitzer der Grundherrschaft. Die folgenden Familien werden ebenfalls als Eigentümer genannt: von Heydebreck, von Puttkamer, Marschall von Bieberstein, von Kleist. Im Jahr 1858 wurde das Anwesen von Oskar Schimmelpfennig gekauft. Am Ende des 19. Jahrhunderts war es im Besitz von Herzog Hans Heinrich XI. von Pless.

## Bauwerk
Das barocke Herrenhaus wurde um die Wende vom 17. zum 18. Jahrhundert auf den Fundamenten eines älteren Gebäudes errichtet. Es ist zweistöckig, hat zwölf Fensterachsen und ist mit einem Walmdach gedeckt. Das Herrenhaus ist von Überresten eines Landschaftsparks umgeben.